# Pseudechis colletti
Pseudechis colletti — вид змій родини аспідові (Elapidae).

## Етимологія
Вид названий на честь норвезького зоолога Роберта Колета.

## Поширення
Є ендеміком Австралії, мешкає на сході материка у штаті Квінсленд. Полюбляє селитись у посушливих місцевостях та пустощах.

## Опис
Найбарвистіший представник роду. Спина від темно-коричневого до чорного забарвлення, з боків тіла простягуються рожеві та кремові смуги, погруддя — від блідо-жовтого до помаранчевого кольору. Черево вкрите світлими плямами.
Зазвичай, сягає 1,8-2,2 м завдовжки. Самці можуть досягати до 2,6 м, самиці — до 2,1 м.
Отруйний вид. Лякаючи ворогів, піднімає голову та розкриває каптур (подібно до кобри).

## Розмноження
Парування відбувається з початку серпня до кінця жовтня, вагітність триває 3 місяці. Живородний вид. Самиця народжує понад 10 дитинчат. Успішно розмножується в неволі.